# إيمرسون باكلي
إيمرسون باكلي (بالإنجليزية: Emerson Buckley)‏ هو موزع أمريكي، ولد في 14 أبريل 1914، وتوفي في 19 نوفمبر 1989 بسبب نفاخ رئوي.

## وصلات خارجية
- إيمرسون باكلي على موقع IMDb (الإنجليزية)
- إيمرسون باكلي على موقع ميوزك برينز (الإنجليزية)
- إيمرسون باكلي على موقع أول ميوزيك (الإنجليزية)
- إيمرسون باكلي على موقع ديسكوغز (الإنجليزية)